# Phratora vitellinae

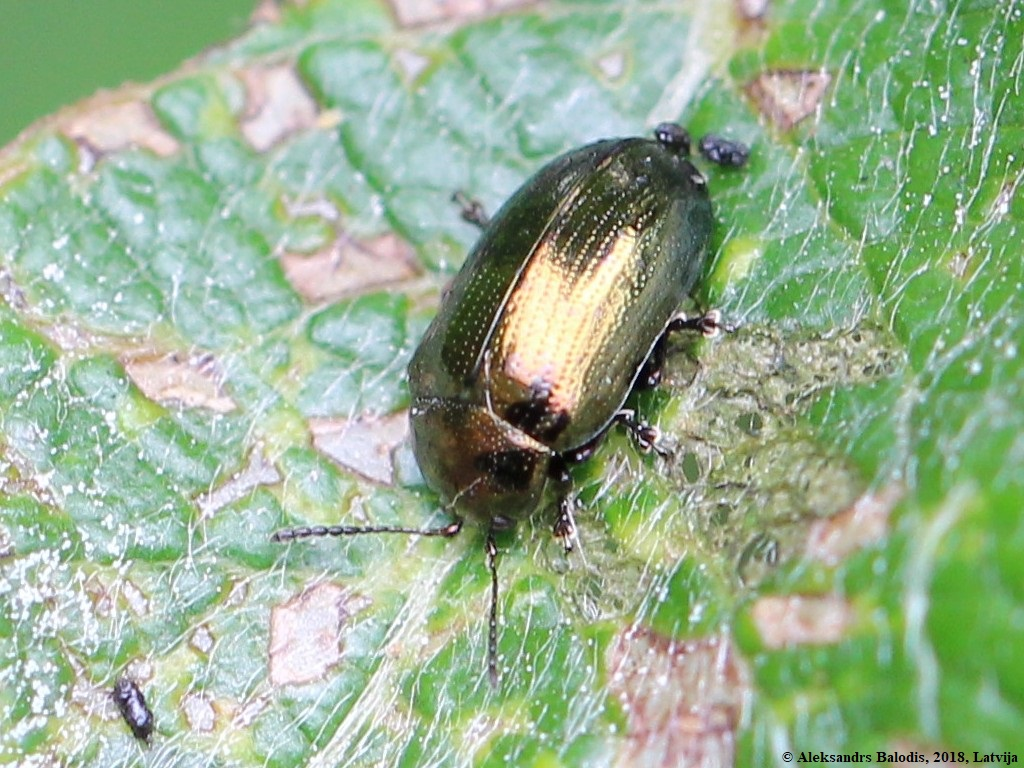

Phratora vitellinae, auch als Kleiner Weidenblattkäfer oder Erzglänzender Weidenblattkäfer bekannt, ist ein Käfer aus der Familie der Blattkäfer und der Unterfamilie Chrysomelinae.

## Merkmale
Die Käfer sind 3,5–5 mm lang. Sie besitzen eine länglich ovale Gestalt. Ihre Färbung ist variabel. Sie sind meist metallisch bronzen glänzend. Es gibt sie aber auch metallisch kupfern oder bläulich, selten schwarz schimmernd. Die kurzen Fühler erreichen nicht die halbe Körperlänge. Die Halsschildseiten sind fast parallel, nach vorne kaum merklich verjüngt. Die Flügeldecken weisen eine schwache Schulterbeule auf. Es verlaufen mehrere Punktreihen in Längsrichtung über die Flügeldecken. Zu den Seiten hin sind die Flügeldecken weniger regelmäßig punktiert.

## Verbreitung
Die Art ist in der Paläarktis weit verbreitet und recht häufig. Sie kommt in Skandinavien und sogar in Island vor. Phratora vitellinae kommt auch auf den Britischen Inseln vor.

## Lebensweise
Die adulten Käfer beobachtet man gewöhnlich zwischen Mai und September. Larven und Imagines fressen an den Blättern von Weiden (Salix) und Pappeln (Populus), insbesondere von Espen.

## Taxonomie
In der Literatur finden sich folgende Synonyme:
- Chrysomela vitellinae Linnaeus, 1758
- Gonioctena atrovirens Markovic, 1909
- Phratora angusticollis Motschulsky, 1860
- Phratora latipennis Motschulsky, 1860
- Phyllodecta vitellinae (Linnaeus, 1758)

## Ähnliche Arten
- Blauer Weidenblattkäfer (Phratora vulgatissima) – blau schimmernd